# Майер, Лиза (легкоатлетка)
Лиза Майер (нем. Lisa Mayer; род. 2 мая 1996, Гисен, Германия) — немецкая легкоатлетка, специализирующаяся в спринтерском беге. Бронзовый призёр чемпионата Европы 2016 года в эстафете 4×100 метров. Призёр чемпионатов мира и Европы среди юниоров. Участница летних Олимпийских игр 2016 года.

## Биография
Впервые обратила на себя внимание в 2013 году, когда на юношеском чемпионате мира стала седьмой в беге на 200 метров (в полуфинале установила личный рекорд 23,75).
На юниорском чемпионате мира в 2014 году выиграла бронзовую медаль в эстафете 4×100 метров, а через год финишировала второй в беге на 100 метров на европейском первенстве среди юниоров.
В 2016 году стала серебряным призёром чемпионата страны на дистанциях 100 и 200 метров. На чемпионате Европы была восьмой в беге на 200 метров и третьей в эстафете 4×100 метров. В конце июля на соревнованиях в Мангейме в составе немецкой команды показала четвёртый результат в истории страны в эстафете и лучший — после объединения страны в 1990 году (41,62).
Благодаря личному рекорду в предварительном забеге на 200 метров (22,86), вышла в полуфинал Олимпийских игр 2016 года, где показала 19-е время. Со сборной Германии заняла четвёртое место в финале эстафеты 4×100 метров.
Изучает германскую филологию во Франкфуртском университете имени Иоганна Вольфганга Гёте. По итогам 2016 года получила награду «Лучший студент-спортсмен года» от Deutsche Bank.

## Основные результаты
| Год  | Турнир                         | Место проведения         | Дисциплина       | Место      | Результат |
| ---- | ------------------------------ | ------------------------ | ---------------- | ---------- | --------- |
| 2013 | Чемпионат мира среди юношей    | Донецк, Украина          | 200 м            | 7-е        | 24,12     |
| 2014 | Чемпионат мира среди юниоров   | Юджин, США               | эстафета 4×100 м | 3-е        | 44,65     |
| 2015 | Чемпионат Европы среди юниоров | Эскильстуна, Швеция      | 100 м            | 2-е        | 11,64     |
| 2015 | Чемпионат Европы среди юниоров | Эскильстуна, Швеция      | эстафета 4×100 м | —          | DNF       |
| 2016 | Чемпионат Европы               | Амстердам, Нидерланды    | 200 м            | 8-е        | 23,10     |
| 2016 | Чемпионат Европы               | Амстердам, Нидерланды    | эстафета 4×100 м | 3-е        | 42,48     |
| 2016 | Олимпийские игры               | Рио-де-Жанейро, Бразилия | 200 м            | 19-е (1/2) | 22,90     |
| 2016 | Олимпийские игры               | Рио-де-Жанейро, Бразилия | эстафета 4×100 м | 4-е        | 42,10     |